# Dennis Lota
Dennis Lota (Kitwe, 8 novembre 1973 – Johannesburg, 4 febbraio 2014) è stato un calciatore zambiano, di ruolo attaccante.

## Biografia
È morto il 4 febbraio 2014 per una sospetta malaria, mentre si trovava in Sudafrica come assistente allenatore del club Moroka Swallows.